# Poesiomat (Opava)
Poesiomat v Opavě, psáno také Poeziomat v Opavě, je první poesiomat postavený v Moravskoslezském kraji. Nachází se v sadech Svobody v části Město města Opavy v okrese Opava v pohoří Opavská pahorkatina.

## Další informace
Poesiomat v Opavě je černé ocelové zahnuté potrubí připomínající vyústění vzduchotechniky. Uvnitř je elektronické zařízení a reproduktory pro přehrávání zvukového záznamu. Účelem tohoto uměleckého díla je spojení poezie a veřejného prostoru. Posluchač si může zvolit poslech básní 10 už nežijících opavských básníků nebo vyslechnout autentický hlas některého z žijících opavských básníků, např. Miroslava Černého, Radka Glabazni nebo Dana Jedličky aj. Dílo, které vzniklo v roce 2017, je celoročně volně a bezplatně přístupné.